# Челищевичи
Чели́щевичи (бел. Чалішчавічы) — деревня в Кобринском районе Брестской области Белоруссии. Входит в состав Городецкого сельсовета.
По данным на 1 января 2016 года население составило 23 человека в 10 домохозяйствах.

## География
Деревня расположена в 30 км к юго-востоку от города Кобрин, 10 км к югу от станции Городец и в 74 км к востоку от Бреста.
На 2012 год площадь населённого пункта составила 0,94 км² (94 га).

## История
Населённый пункт известен с 1546 года как село Челищевицкое. В разное время население составляло:
- 1999 год: 34 хозяйства, 68 человек;
- 2009 год: 23 человека;
- 2016 год[2]: 10 хозяйств, 23 человека;
- 2019 год[1]: 4 человека.